# Bibliographie zur deutschen Grammatik
Die Bibliographie zur deutschen Grammatik (auch: Bibliografie zur deutschen Grammatik) erfasst veröffentlichte Aufsätze, Monographien, Sammelbände, Nachschlagewerke u. a. zur Grammatik der deutschen Gegenwartssprache seit ca. 1965, z. T. auch frühere Werke. Sie wird am Institut für Deutsche Sprache (IDS) in Mannheim gepflegt. Damit setzt sie die bibliographische Arbeit fort, die Peter Eisenberg, Alexander Gusovius und Bernd Wiese ca. 1980 an der Freien Universität Berlin (FUB) sowie an der Universität Potsdam begannen. Nach einer Kooperationsvereinbarung im Jahre 1999 gingen sämtliche Daten sowie das vorhandene technische und bibliographische Know-how an das IDS über.
Aufgenommen werden Arbeiten, die mit der Grammatik der deutschen Sprache im weitesten Sinn befasst sind. Arbeiten zu anderen Sprachen als dem Deutschen werden nur berücksichtigt, wenn sie zum Deutschen typologisch bzw. kontrastiv in Beziehung gesetzt sind.
Die Onlineversion umfasst 2022 ca. 32.000 Einträge, die nach Schlagwörtern, untersuchten Sprachen und Objektwörtern durchsucht werden können.

## Projektverlauf
- 1980 Beginn der Literaturerfassung an der Freien Universität Berlin auf Karteikarten
- 1985 Erste Buchpublikation (1965–1983): Eisenberg/Gusovius (1985)
- 1988 Publikation der zweiten erweiterten Auflage (1965–1986): Eisenberg/Gusovius (1988)
- 1989 Umstellung auf ein Datenbanksystem unter MS-DOS
- 1992 Fortführung der Arbeiten am Institut für Germanistik der Universität Potsdam
- 1995 Publikation der dritten Auflage (1984–1994): Eisenberg/Wiese (1995)
- 1995 Umstellung auf ein multi-user-fähiges Client/Server-Datenbanksystem
- 1999 Fortführung der Arbeiten am Institut für Deutsche Sprache in Mannheim und Integration in grammis (Grammatisches Informationssystem)
- 1999 Migration auf ein objekt-relationales Datenbankmanagementsystem
- 2003 Publikation der vierten Auflage (1994–2002): Frosch/Schneider/Strecker/Eisenberg (2003)
- 2006 Neuordnung der Schlagwortliste und Anbindung an eine grammatische Ontologie
- 2008 Publikation der fünften Auflage (2003–2007): Frosch/Schneider/Strecker (2008)
- 2013 Publikation der sechsten Auflage (2008–2012): Frosch/Schneider/Strecker (2013)
- 2018 Neukonzeption der Benutzungsoberfläche

## Aktuelle Print-Version
- Helmut Frosch, Roman Schneider, Bruno Strecker: Bibliographie zur deutschen Grammatik. 2008–2012 (= Studien zur deutschen Grammatik, Band 84). Stauffenburg-Verlag, Tübingen 2013, ISBN 978-3-86057-475-1.